# 比爾卡 (佩列梅什利亞內區)
49°35′48″N 24°37′12″E / 49.59667°N 24.62000°E
比爾卡（烏克蘭語：Білка），是烏克蘭西部的村莊，隸屬利維夫州的利維夫區。該村始建於1600年，面積1.62平方公里，海拔高度275米，2001年人口386，人口密度每平方公里238.27人。	